# Гетто в Мизоче
Гетто в Мизоче (нем. Misotsch, идиш מיזאָטש‎) — еврейское гетто времен Второй мировой войны и Холокоста, созданное в оккупированной Польше нацистской Германией в рамках политики «окончательного решения еврейского вопроса».
До нацистского и советского вторжения в 1939 году город Мизоч находился в Здолбуновском уезде Волынского воеводства во Второй Польской Республике. Мизоч (ныне Украина) расположен примерно в 18 милях (29 км) к востоку от Дубно, который был центром округа.

## История
Евреи поселились в Мизоче в XVIII веке. В 1897 году общая численность населения города составляла 2662 человека, при этом 1175 из них были евреями. Евреи владели фабриками по производству войлока, нефти и сахара, а также мельницей и лесопильными заводами. Некоторые евреи эмигрировали во время Первой мировой войны. Согласно национальной переписи 1921 года, в возрожденной Польше в Мизоче было 845 евреев, большинство из которых отождествляли себя с хасидизмом. Их число росло по мере улучшения польской экономики. Это была городская община между мировыми войнами, как и многие другие в восточной Польше, населенная евреями и поляками, а также представителями других меньшинств, в том числе украинцами. В Мизоче была военная школа для курсантов-офицеров батальона 11 Первой бригады польской армии; Карвицкий дворец (построен в 1790 году, частично разрушен большевиками в 1917 году), отель Бармоча Фукса, католическая и православная церковь, синагога. Ближайшим крупным городом был Ровно.
Контролируемый СССР с сентября 1939 года, Мизоч был захвачен вермахтом в 1941 году. Около 300 евреев бежали с отступающей Красной Армией.

### Создание и ликвидация гетто

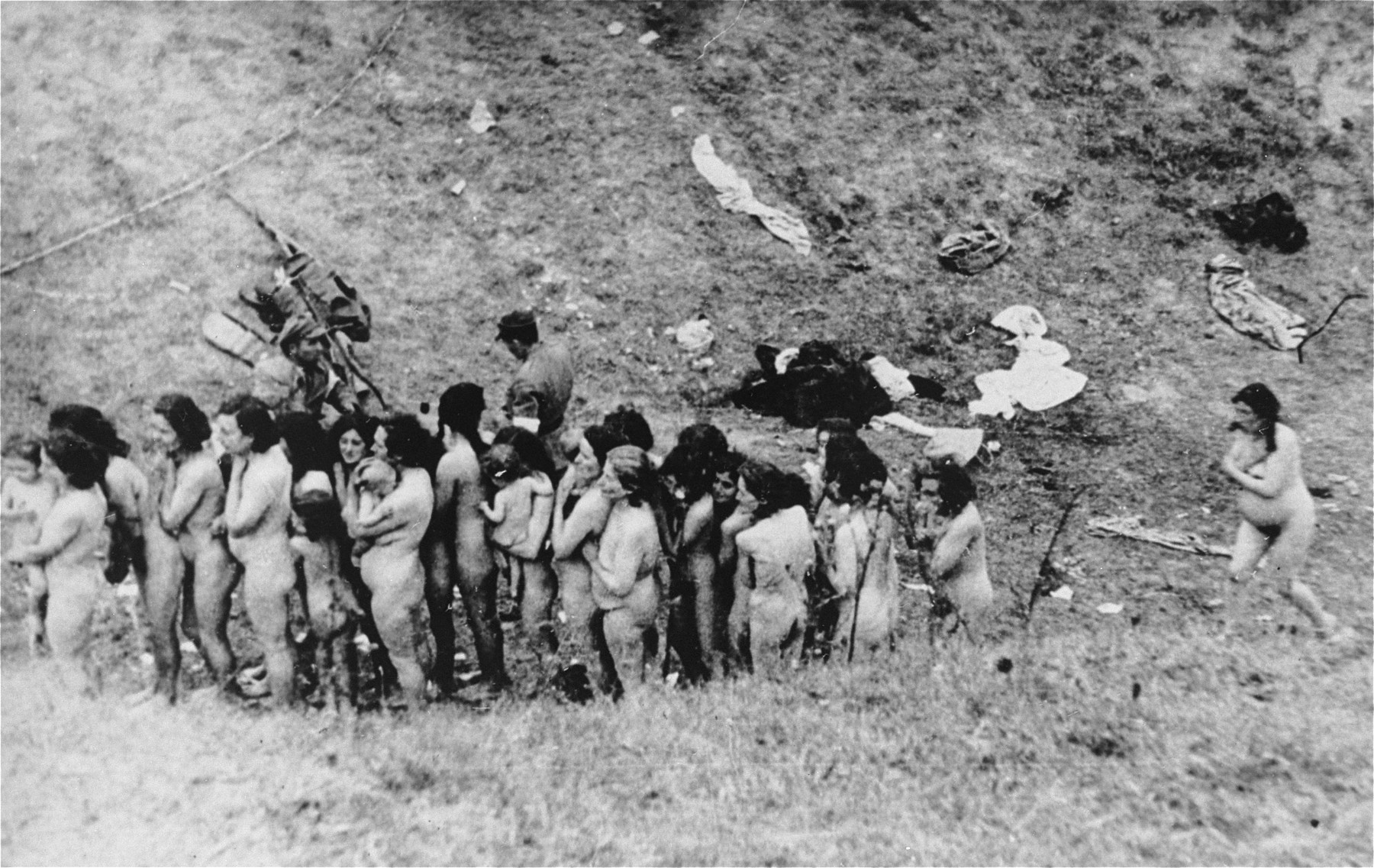
Голые еврейские женщины, некоторые из которых держат на руках детей, ждут очереди на свою казнь, осуществляемую сотрудниками немецких Полиции безопасности (Зипо) и Службы безопасности (СД) при поддержке Украинской вспомогательной полиции

После оккупации по приказу немецких властей в 1941 году было создано гетто, куда переселили всех евреев Мизоча. 12 октября 1942 года гетто, в котором находилось 1700 евреев, было окружено немецкими полицейскими и украинской вспомогательной полицией под руководством Н. Андрощука в рамках подготовки к ликвидации гетто и убийству его жителей. По воспоминаниям очевидца событий: 

В октябре 42-го немцы собрали всех евреев, сказали взять ценные вещи, у кого что есть, построили в колонну и повели к сахарному заводу. В гетто тем временем начался пожар: тех, кто пытался спрятаться, находили и тут же расстреливали на месте, причём этим по большей части занимались даже не немцы, а украинские полицаи. Самая страшная картина: дорога, лежит убитая женщина, рядом сидит ребёнок и плачет, мимо идёт полицай, даёт ребёнку конфету, потом заходит к нему за спину и расстреливает в упор.
Евреи ответили восстанием, которое длилось до двух дней. Юденрат с самого начала поддерживал повстанцев, но им не хватало огнестрельного оружия. Около половины жителей смогли сбежать или спрятаться во время неразберихи, прежде чем восстание было окончательно подавлено. 14 октября захваченные выжившие евреи были доставлены в грузовиках в уединенное ущелье и расстреляны один за другим.

### Сидор и Юстина Слободюк
Украинские крестьяне Сидор и Юстина Слободюк жили в Мизоче со своей дочерью Марией, у которой была подруга еврейка София Гарштейн. После создания гетто в Мизоче они 11 месяцев укрывали Софию Гарштейн. Впоследствии соседи узнали, что Сидор помогает еврейке, группа украинских националистов напала на него и убила. 4 октября 1992 года Яд ва-Шем удостоил Сидора и Юстину Слободюков и их дочь Марию Слободюк почетным званием «Праведник народов мира».

## Фотографии
Убийства мирных еврейских жителей Польши были сфотографированы. Изображения, принадлежавшие SS-Unterscharführer Schäfer до 1945 года, стали частью Людвигсбургского расследования (ZSt. II 204 AR 1218/70). Они были опубликованы и стали широко известны. Фотограф-документалист Янина Струк англ. Janina Struk пишет, что эти фотографии часто ошибочно принимают за другие акции уничтожения евреев.
Две фотографии показывают процесс «Акции уничтожения» и дают четкое свидетельство практики казни, распространенной во время «Холокоста от пуль» в Рейхскомиссариате Украины. Будущих жертв привели к месту убийства группами примерно по пять человек и заставили лечь среди предыдущих жертв, чтобы выстрелить им в спину в шею или голову одной пулей. Историки прокомментировали жестокость, показанную на фотографиях массовых убийств в Мизоче: 

В 1942 году в Мизоче, в Ровенской области, на Украине было казнено около 1700 евреев. На фотографиях изображено большое количество людей, которых загоняют в овраг, женщины и дети раздеваются, очереди голых женщин и детей в очереди и, наконец, их казненные тела. На двух конкретных страшных фотографиях изображена немецкая полиция, стоящая среди груд обнаженных трупов женщин, разбросанных по обе стороны оврага.
Фотографии Мемориального музея Холокоста США, касающиеся уничтожения евреев в Мизоче, имеют подписи::
- Фотография № 17876: «Еврейские женщины и дети, которым приказали раздеться перед их казнью. Согласно Zentrale Stelle в Германии (Zst. II 204 AR 1218/70), эти евреи были собраны немецкой жандармерией и украинской полицией во время ликвидации гетто в Мизоче, в котором содержалось около 1700 евреев»[12];
- Фотография № 17877: «Голые еврейские женщины, некоторые из которых держат на руках детей, ждут очереди на свою казнь, осуществляемую Украинской вспомогательной полицией»[12];
- Фотография № 17879: «Немецкий полицейский готовится завершить массовый расстрел, застрелив двое еврейских детей вместе с другими при ликвидации гетто в Мизоче»[12];
- Фотография № 17878: «Немецкий полицейский добивает выживших еврейских женщин после массовой казни евреев в гетто в Мизоче. Согласно Zentrale Stelle в Германии (Zst. II 204 AR 1218/70)»[12][13].

## Последствия
Убийства на этом не остановились. Мизоч в конце августа 1943 года стал местом Волынской резни, когда украинскими националистами из ОУН-УПА, напавшими на посёлок, были убиты около 100 поляков. Около 60 процентов домов были подожжены и сожжены. Среди жертв был украинский плотник г-н Захмач и вся его семья, убитая вместе с поляками, потому что он отказался участвовать в драке. Его восьмилетний сын выжил, скрываясь вместе с поляками.
Ещё одна атака УПА на Мизоч произошла 3 ноября 1943 года, в ходе которой повстанцы разоружили 190 полицаев, набранных из бывших военнопленных Красной Армии. Погибли десять немцев. Уповцы потеряли убитыми и ранеными 7 человек.
После Второй мировой войны по настоянию Сталина во время Тегеранской конференции, подтвержденной (как не подлежащей обсуждению) на Ялтинской конференции, границы Польши были пересмотрены, и Мизоч был включен в состав Советского Союза. Оставшееся польское население было выслано и переселено обратно в новую Польшу. Еврейская община никогда не была восстановлена.

### Память
Еврейское гетто, а также место массового убийства до сих пор никак не обозначены. Вблизи места массовых убийств евреев в конце 1980-х годов был установлен монумент с надписью «Вечная память расстрелянным фашистами людям еврейского происхождения в 1942 году», а в 2012 году при реставрации надпись изменили на следующую: «В память жертвам Холокоста 1942».